# Calubian
Calubian is een gemeente in de Filipijnse provincie Leyte op het eiland Leyte. Bij de laatste census in 2007 had de gemeente bijna 30 duizend inwoners.

## Geografie

### Bestuurlijke indeling
Calubian is onderverdeeld in de volgende 53 barangays:
| - Abanilla - Agas - Anislagan - Bunacan - Cabalhin - Cabalquinto - Cabradilla - Caneja - Cantonghao - Caroyocan - Casiongan - Cristina - Dalumpines - Don Luis | - Dulao - Efe - Enage - Espinosa - Ferdinand E. Marcos - Garganera - Garrido - Guadalupe - Gutosan - Igang - Inalad - Jubay - Juson | - Kawayan Bogtong - Kawayanan - Kokoy Romualdez - Labtic - Laray - M. Veloso - Mahait - Malobago - Matagok - Nipa - Obispo - Padoga - Pagatpat | - Pal-ug - Pangpang - Patag - Pates - Petrolio - Poblacion - Railes - Tabla - Tagharigue - Tuburan - Villahermosa - Villalon - Villanueva |

## Demografie
Calubian had bij de census van 2007 een inwoneraantal van 29.945 mensen. Dit zijn 1.524 mensen (5,4%) meer dan bij de vorige census van 2000. De gemiddelde jaarlijkse groei komt daarmee uit op 0,72%, hetgeen lager is dan het landelijk jaarlijks gemiddelde over deze periode (2,04%). Vergeleken met de census van 1995 is het aantal mensen met 1.129 (3,6%) afgenomen.

De bevolkingsdichtheid van Calubian was ten tijde van de laatste census, met 29.945 inwoners op 100,95 km², 296,6 mensen per km².